# Simutrans
Simutrans é um jogo open source para Windows, BeOS, Mac OS X (somente os com processador Intel) e Linux, que tem como tema o transporte de cargas, pessoas, correspondência e energia. Foi originalmente escrito por Hansjörg Malthaner, e é agora mantido por um pequeno time de desenvolvedores. Novos lançamentos para a correção de bugs e/ou acréscimo de características são frequentes.

## Visão Geral e Características
Segue a mesma linha de muitos jogos do gênero, como Transport Tycoon e Railroad Tycoon. A meta principal do jogo é criar e gerenciar uma companhia de transportes, fazendo-a crescer e evitar a falência, bem como desenvolver as cidades através da construção de uma eficiente rede de transportes de passageiros, cargas e correios.
O jogo permite a modificação do terreno, construção de estradas e ferrovias, criação de vários tipos de estações e paradas para veículos, bem como a compra dos próprios veículos (no jogo estão disponíveis ônibus, barcos, aviões, trens, bondes, entre outros) pode-se criar também toda a infra-estrutura de fornecimento de eletricidade. O jogo proporciona até 13 jogadores controlados pelo computador como adversários, e a distinção entre eles é feita pelas cores.
Recentemente foi implementado o modo subterrâneo, que permite a criação de completas estruturas de transporte no subsolo das grandes cidades.
Simutrans possui versões para Windows, Linux e BeOS. Também há uma versão para os Macs com processador Intel. Simutrans pode fazer uso de varias bibliotecas gráficas, incluindo GDI (Windows), SDL (Todas as Versões) e Allegro (utilizada na versão para BeOS).
As últimas versões podem ser baixadas no site oficial do Simutrans.

### Transporte de Passageiros

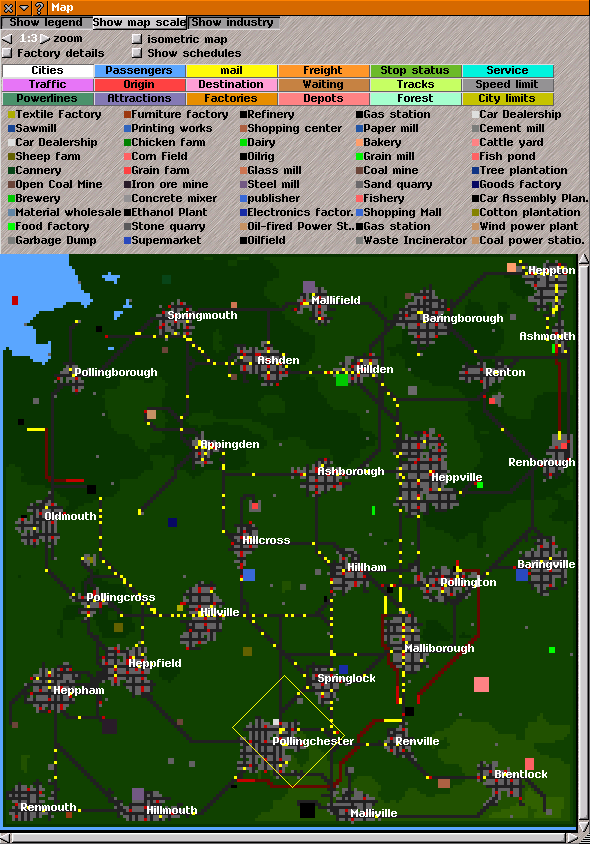
Mapa - Mostra o terreno e todas as implementações feitas durante uma partida.

Uma das grandes vantagens do Simutrans em cima dos seus concorrentes, é o sistema de transporte de passageiros. Apesar de complexo, é mais realista e pode gerar mais lucros, além de proporcionar um maior desafio aos seus jogadores.
Na maioria dos jogos, ao criar uma linha de passageiros, com, por exemplo, 2 paradas, (aqui chamadas de A e B) sendo que o veículo vai de A para B e de novo para A. Os passageiros que embarcam em A, desembarcam em B, onde embarcam novos passageiros que, por sua vez, descem em A. Até esse ponto, nada de mais.
A diferença aparece quando temos, na mesma linha, 3 ou mais paradas (A, B, C e D, no nosso exemplo, sendo que o veículo vai de A para B, depois para C, indo ainda para D, do onde volta para C, depois para B, e chegando, finalmente em A).
Na maioria dos jogos, passageiros que embarcam em A desembarcam automaticamente em B, onde embarcam novos passageiros que, automaticamente, desembarcam em C e assim por diante.
Já no Simutrans, os passageiros tem destino fixo, isto é, eles não descem simplesmente na próxima parada, e sim onde eles querem descer. Para explicar, usaremos um "exemplo perfeito", onde as cidades são todas do mesmo tamanho e o número de passageiros são iguais. Sendo assim, de 75 passageiros que embarcam em A, 25 descem em B, onde embarcam mais 50 pessoas. Em C, desembarcam 50 pessoas (25 vindas de A e 25 vindas de B), e embarcam mais 25 pessoas. E finalmente chegam em D, onde todos os 75 passageiros restantes no veículo desembarcam (sendo 25 vindos de cada cidade). Contudo, o veículo ainda vai realizar a viagem de volta, logo, antes de partir de D embarcam 75 pessoas. Em C desembarcam 25 e embarcam 50. Em B desembarcam 50 passageiros e embarcam 25 e, finalmente em A desembarcam os últimos 75 passageiros.
Logo percebe-se que o esquema é complexo, mas basta lembrarmo-nos de como funciona uma linha de passageiros na vida real para percebermos que não é tão complexo.
Para mais informações, veja a ligação externa abaixo.
Contudo, se os passageiros tem destino fixo, não adianta ligar 4 cidades num mapa de 30 cidades, uma vez que os passageiros das cidades querem ir para as outras cidades na mesma proporção do tamanho da cidade (logo, em cidades maiores há sempre mais passageiros chegando e partindo).
Para termos uma rede de passageiros que gere lucro, o ideal seria uma mega-rede ligando absolutamente todas as cidades, o que, sem dúvida, é um grande desafio para os jogadores.

## Time de Produção
O jogo foi criado originalmente por Hansjörg Malthaner, mas durante a sua história muitas pessoas contribuiram com o código (como a adição de aviões por Hendrik Siegeln, ou do Sistema de Clima por Kierongreen). Atualmente o código do Simutrans é mantido por Markus Pristovsek "Prissi", que chefia o time de desenvolvimento.
Vários artistas contribuiram com os gráficos de prédios, veículos e com todos os graficos do jogo em geral. É facil para novatos se envolverem no projeto graças a um sistema de criação de objetos de fácil utilização. Para criar um novo veículo basta produzir um conjunto de imagens e um pequeno arquivo de texto. Graças a isso, a lista de colaboradores do Simutrans deve passar das centenas.

## Gráficos
No Simutrans o motor gráfico é separado do motor do jogo, possibilitando a substituição de todos os gráficos do jogo. Isso levou o desenvolvimento de muitos "pacotes", mantidos por vários desenvolvedores e fãs deste simulador. O "pacote" de gráficos padrão é conhecido como "Pak 64" e é o visto na maioria das screenshots, existindo ainda os pacotes 32, 96, 128 e 192.

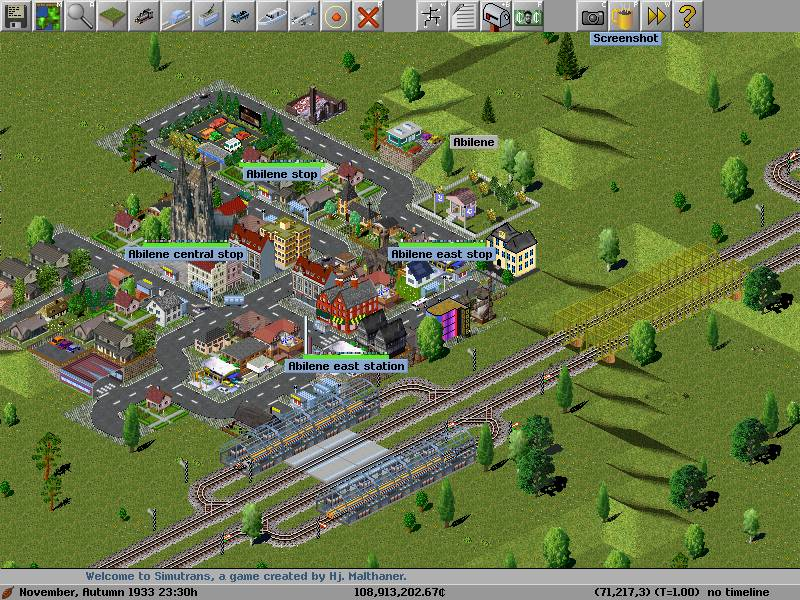
Screenshot do pak 64.
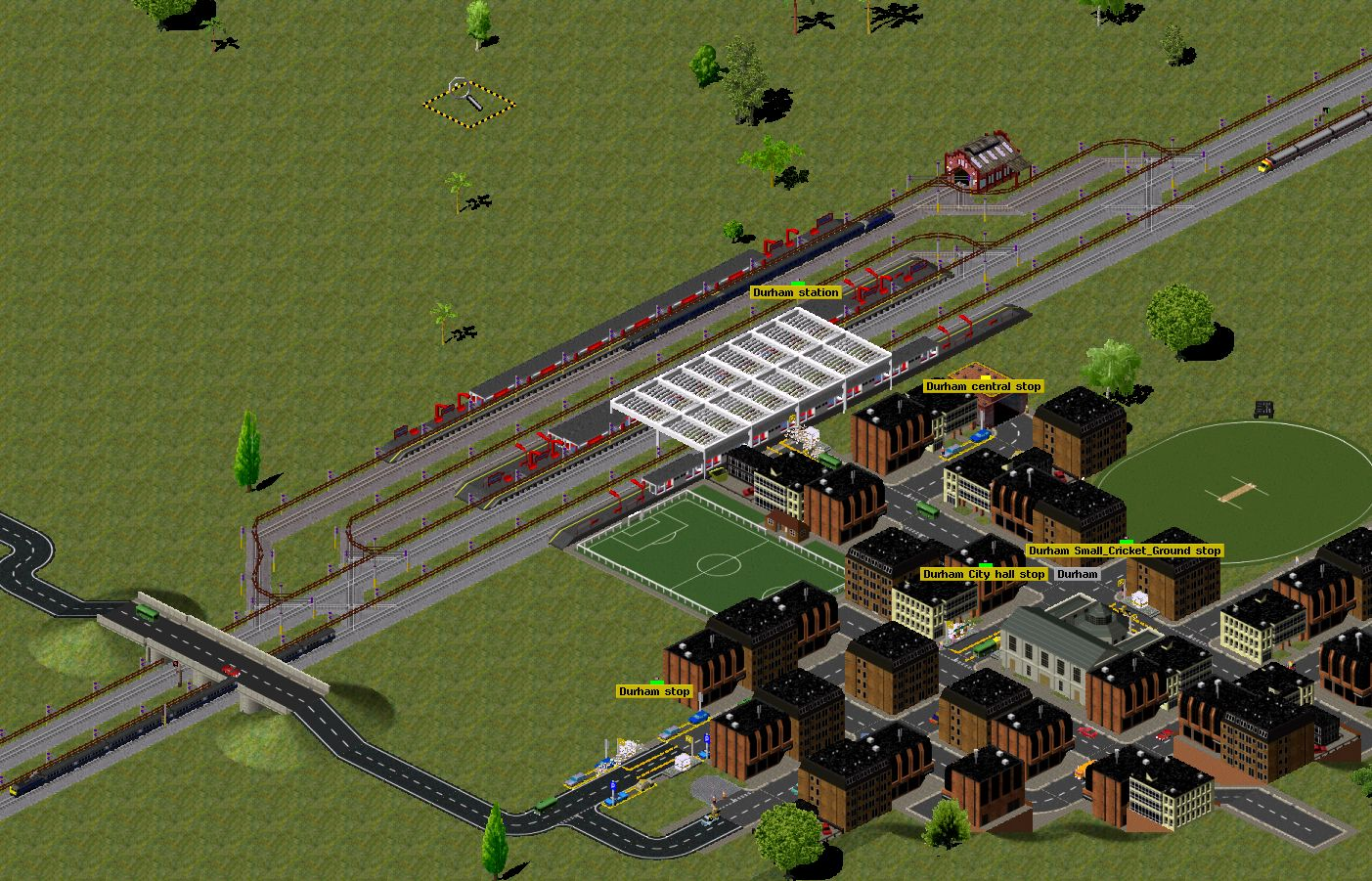
Screenshot do pak 128, versão britânica.
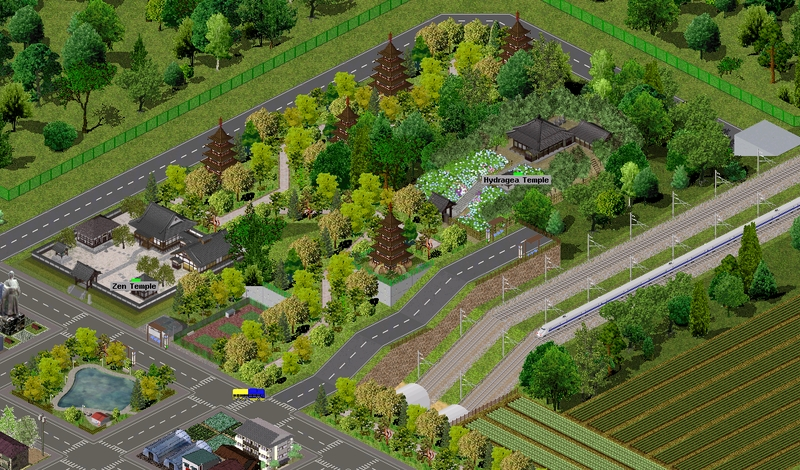
Screenshot do pak 128, versão japonesa.